# 航空醫學

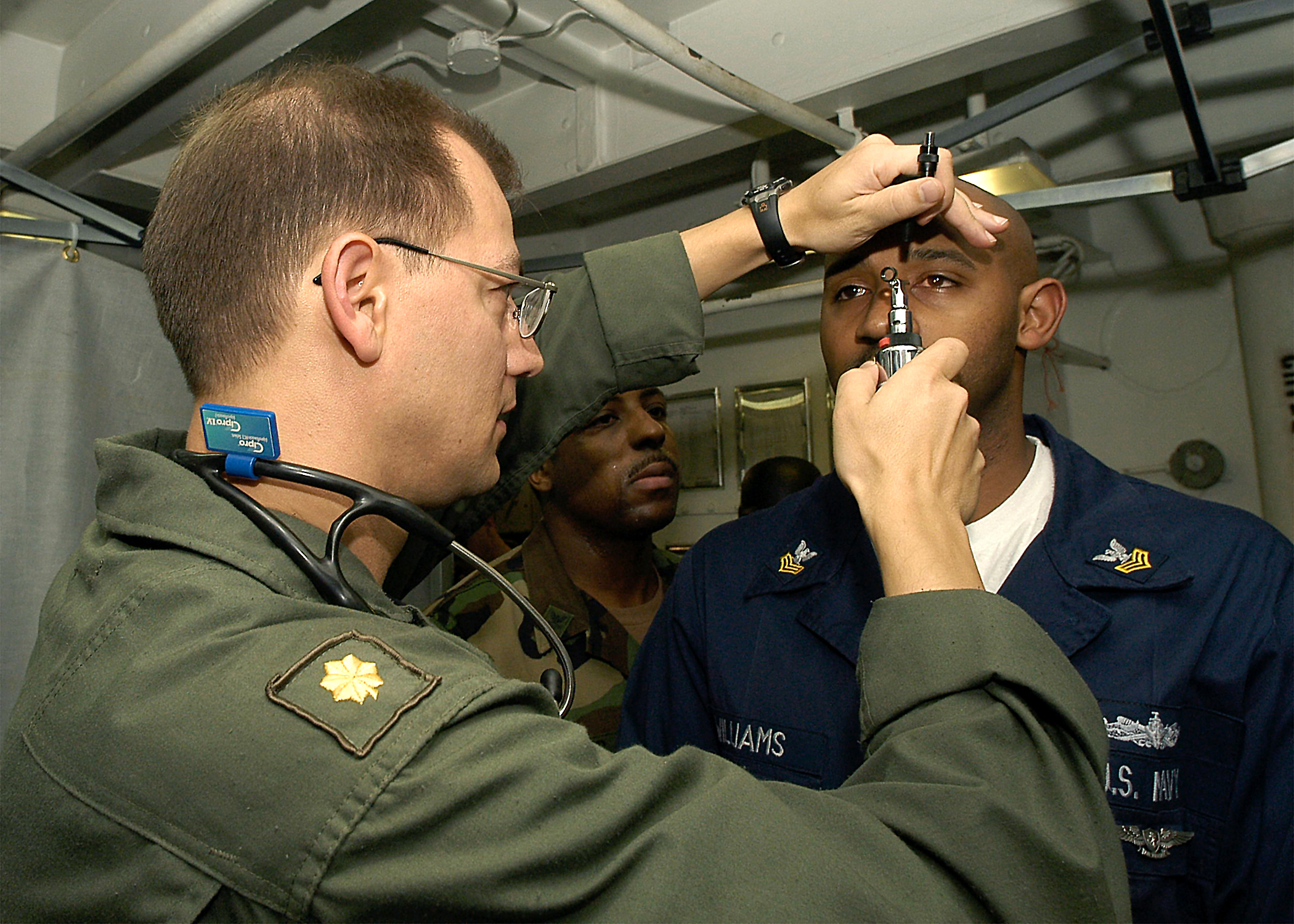
2014年，波斯灣一艘美國海軍艦上的航空軍醫在執行艦上身體檢查。

航空醫學（英語：Aviation medicine）亦稱為飛航醫學或航太醫學，是一門預防醫學和職業醫學，其主要服務的對象或患者是飛行員，機組人員及宇宙飛行員（太空人）。該醫學分科目的是治療或預防機組人員在飛行中身體特別容易遭到影響的狀況，並將醫學知識應用於飛航人因工程學，因此它是航空安全的重要關鍵因素之一。在軍隊中，航空醫學的醫生被稱為航空軍醫或飛行外科醫生，而在民間則是稱航空醫學檢查員。軍事和民間的航空醫師最大的區別之一是軍事醫師必須記錄飛行時間。

## 概述
廣義的來說，航空醫學這門分支學科是致力於發現和預防在飛航中許多不適的生理反應所造成生物和身體的負面壓力。問題的範疇從宇宙飛行員的生命維持措施到嬰兒在客艙壓力高度較高的客機上所使用的飛行耳塞。對於飛行員，機組人員和患者的航空醫療認證也是航空醫學的一部分。最後一個分支是航空醫療運輸專科。這個專科是專注於如何保護在醫療後送飛行器（直升機或固定翼飛機）上的機組人員和患者。
無論什麼種類的飛機，大氣物理都會對所有飛航中的乘客產生影響 。當人類在高度9100至12,300米（30,000 - 40,000英尺）之間上升時，溫度以每305米（1000英尺）平均2°C（3.6°F）的速度線性下降。如果海平面溫度為16°C（60°F），則在高度10,700米（35,000英尺）的位置，空氣溫度約為-57°C（-70°F）。壓力和濕度也會下降，機組人員同時暴露在輻射，振動和加速力（亦被稱為“g”力）所影響的環境之中。飛機上的生命維持系統，提供如氧氣，溫度和壓力，這是抵禦大多數高空或太空惡劣環境的第一道防線。性能更高的飛機提供更複雜的生命維持設備，如抗G衣（G-suit；幫助身體抵抗加速力的負面影響）、及壓力呼吸器、彈射座椅和其他逃生設備。
關係到飛航安全的每個因素都有失效率。飛機的機組人員也不例外。航空醫學旨在使人員相關的失效率等於或低於特定的風險水平。這個風險標準也同樣適用於與飛機硬體相關的機身，航空電子設備和系統等。
航空醫學檢驗的目的在篩檢出具有突發性失能的高風險疾病，例如心肌梗塞（心臟病發作），癲癇或代謝性疾病如糖尿病等，這些疾病在高空中發作可能會導致十分危險的情況。航空醫學檢驗的目標是通過合理的醫療檢查來確保個體適於飛行以確保飛行員和乘客的生命安全與健康。其他篩選的條件（如色盲）可能會因為無法正確的執行顏色的辨識而被禁止參與飛行任務。在上述的狀況下，把紅色當成綠色可能會導致嚴重的後果。這些專業的醫學檢查是由航空醫學檢查員或軍事飛行外科醫生來進行的檢驗，這些醫師們經過培訓，可以篩檢出患有這些潛在危險疾病的機組人員，以避免他們在執行飛行任務途中發生意外狀況。此外這些身體有特別狀況的機組人員，他們因為工作上的壓力、不規則的工作排班，不定時睡眠和不健康的飲食（通常是碳酸飲料和高熱量零食）等，導致他們是許多疾病和有害症狀發生的高危險族群。

## 相關閱讀
- Zadik, Y; Chapnik, L; Goldstein, L. .   [2008-07-15].
- Zadik, Y. .   [2008-07-15].
- Zadik, Y. .   [2008-07-15]. （原始内容存档于2020-03-27）.

## 外部連結
- Aeromedics - medical retrieval specialists
- Aerospace Medical Association
- Civil Aerospace Medical Institute （页面存档备份，存于）
- Directory of US AMEs designated to perform FAA Aeromedical Examinations for pilots and aircrew （页面存档备份，存于）
- Aviation Medicine from the Aviation Medicine Unit at the Department of Medicine, Wellington School of Medicine and Health Sciences, University of Otago, New Zealand.
- Aerospace Medicine Article from Emedicine （页面存档备份，存于）
- Aviation Medicine International (AMI) Inc. （页面存档备份，存于）
- Canadian Civil Aviation Medicine （页面存档备份，存于）
- Medicina Aeroespacial Colombia
- Royal New Zealand Air Force Aviation Medicine Unit